# Lukachich család
A somorjai nemes és báró Lukachich család egy horvát eredetű, 15. századi ősökkel bíró nemesi család.

## Története
A család régi lakhelye a horvátországi Lukacica Selo település, ahol már 1486-ban földbirtokai voltak. A török seregek elől Magyarországra menekültek, majd Somorjában telepedtek le. Tamás nevű családtagjuk és testvérei, Gergely és Márton nemesi címerlevelet kaptak III. Ferdinándtól 1652. június 6-án. Később a nemességet kapott Gergely ugyancsak Gergely nevű fia visszatért a horvátországi Károlyvárosba, ahonnan utódai csak a 20. század elején kerültek ismét Magyarországra.
Régi birtokuk ellenére előnevüket csak 1912-ben Ferenc Józseftől kapták. A család egyik legnevesebb tagja Géza tábornok, aki a Mária Terézia-rend tagjaként 1917. augusztus 17-én IV. Károlytól bárói rangot kapott.
1918. július 2-án Lukachich Sándorra és Aladárra anyai nagybátyjuk, Matlekovits Sándor titkos tanácsos nevét és címerét ruházták át, így ők és utódaik a Lukachich-Matlekovits kettős nevet viselték ezt követően.

## Címere
Kempelen Béla szerint:
Címer: kék mezőben zöld dombon ágaskodó griff jobbjában kardot tart; sisakdísz: a griff növekvőleg; takarók: kék-arany, vörös-ezüst.